# Spectrum (Billy-Cobham-Album)
Spectrum ist das Debütalbum des Schlagzeugers Billy Cobham von 1973.
Nach drei erfolgreichen Jahren als Schlagzeuger beim Mahavishnu Orchestra etablierte Cobham mit seinem Debütalbum einen eigenen Stil zwischen Jazz, Rock und Funk und machte ihn als Solokünstler endgültig bekannt. Das Album wurde in den drei Tagen vom 14. bis 16. Mai 1973 in den Electric Lady Studios in New York City eingespielt und später in den Trident Studios in London neu gemischt. Billy Cobham trat auch als Produzent für seine Billham Cobly Productions auf, Toningenieur war Ken Scott. Das Cover-Bild wurde von Jeff Snider entworfen, für das Artwork war Stanisław Zagórski verantwortlich.

## Titelliste
Alle Titel sind von Billy Cobham komponiert:
A-Seite
1. Quadrant 4 – 4:20
2. a. Searching for the Right Door – 1:19 / b. Spectrum – 5:07
3. a. Anxiety – 1:41 / b. Taurian Matador – 3:03

B-Seite
1. Stratus – 9:48
2. a. To the Women in My Life – 0:51 / b. Le Lis – 3:20
3. a. Snoopy’s Search – 1:02 / b. Red Baron – 6:37

## Besetzung
Wie auf der LP angegeben, war die Besetzung bei allen Stücken mit Ausnahme von Spectrum und Le Lis wie folgt: Billy Cobham (perc), Tommy Bolin (g), Jan Hammer (ep, p, syn), Lee Sklar (eb). Bei Spectrum und Le Lis spielten Billy Cobham (perc), Joe Farrell (fl, ss, as), Jimmy Owens (flh, tp), John Tropea (g), Jan Hammer (ep, syn), Ron Carter (b), Ray Barretto (Congas).

## Rezeption
Das Album erreichte 1973 Platz eins in den Jazz-Alben-Charts und 1974 Platz 26 in den US-Charts.
Scott Yanow von AllMusic bezeichnet das Album als „starke Mischung von rockigen Rhythmen und jazzigen Improvisationen.“ Er gab dem Album viereinhalb von fünf möglichen Sternen.
Im Jahr 2002 bezeichnete Prince das Stück Red Baron als einen von 55 Songs, die ihn musikalisch inspiriert haben.